# Comté de Matane
Pour les articles homonymes, voir Matane (homonymie).
Le comté de Matane était un comté municipal du Québec ayant existé entre le 2 avril 1890 et le début des années 1980. Son territoire original a été détaché du comté de Rimouski.
Le comté a été amputé d'une partie de son territoire le 29 décembre 1922  lors de la création du comté de Matapédia.
Le territoire qu'il couvrait entre 1890, moment de sa création, et 1922 est aujourd'hui compris dans la région administrative du Bas-Saint-Laurent, et correspondait aux actuelles municipalités régionales de comté (MRC) de Matane et de la Matapédia, plus une partie de celle de la Mitis. Son chef-lieu était la municipalité de Matane. Après 1922, le comté a perdu le territoire correspondant à la MRC de la Matapédia.

## Municipalités situées dans le comté

### A) Municipalités qui sont restées dans le comté de Matane en 1922
- Baie-des-Sables (créé en 1859 sous le nom de municipalité du canton de MacNider; renommé Bais-des-Sables en 1932[3])
- Grand-Métis (créé en 1855 sous le nom de Saint-Octave-de-Métis; renommé Grand-Métis en 1908 lors du détachement de Saint-Octave-de-Métis-Sud[4],[5])
- Grosses-Roches (détaché de Sainte-Félicité en 1939[6])
- La Rédemption (créé en 1956)
- Les Boules (créé en 1952; fusionné à Métis-sur-Mer en 2002[7])
- Les Méchins (créé en 1877 sous le nom de municipalité des cantons unis de Dalibaire-et-Romieu; renommé Les Méchins en 1952[8])
- Matane (détaché de la municipalité de paroisse de Saint-Jérôme-de-Matane en 1893 sous l'appellation de municipalité de village de Saint-Jérôme-de-Matane; renommé Matane en 1937[9])
- Métis-sur-Mer (détaché de Saint-Octave-de-Métis en 1897 sous le nom de Petit-Métis; renommé Métis-sur-Mer en 1921[10])
- Mont-Joli (détaché de Sainte-Flavie en 1880 sous le nom de Sainte-Flavie-Station; renommé Mont-Joli en 1912[11])
- Padoue (créé en 1912 sous le nom de Saint-Antoine-de-Padoue-de-Kempt; renommé Padoue en 1981[12])
- Petit-Matane (détaché de Saint-Jérôme-de-Matane et de Sainte-Félicité en 1956; fusionné à Matane en 2001[13])
- Price (créé en 1926 sous le nom de Priceville; renommé Price en 1945[14])
- Saint-Adelme (créé en 1933)
- Sainte-Angèle-de-Mérici (la municipalité de village s'est détachée de la municipalité de paroisse en 1917 et les deux ont été réunis en 1989[15])
- Sainte-Félicité (créé en 1868; la municipalité de village s'est détachée en 1955; les deux ont été regroupés en 1996[16])
- Sainte-Flavie[17]
- Sainte-Jeanne-d'Arc (créé en 1922)
- Sainte-Paule (créé en 1968)
- Saint-Jean-Baptiste (détaché de Mont-Joli en 1924; fusionné de nouveau à Mont-Joli en 2001[11])
- Saint-Jean-de-Cherbourg (créé en 1954)
- Saint-Jérôme-de-Matane (créé en 1855 comme municipalité de paroisse; fusionné à Matane en 2001[18])
- Saint-Joseph-de-Lepage (détaché de Sainte-Flavie en 1873[19])
- Saint-Léandre (créé en 1912)
- Saint-Luc (créé en 1880 sous le nom de municipalité du canton de Tessier; renommé Saint-Luc en 1904; renommé Saint-Luc-de-Matane en 1997; fusionné à Matane en 2001[20])
- Saint-Nil (créé en 1964, fusionné à Saint-René-de-Matane en 1982[21])
- Saint-Octave-de-Métis (détaché de la municipalité originelle de Saint-Octave-de-Métis en 1908 sous le nom de Saint-Octave-de-Métis-Sud; reprend le nom de Saint-Octave-de-Métis en 1931[5])
- Saint-Paulin-Dalibaire (créé en 1954; fusionné aux Méchins en 1982[8])
- Saint-René-de-Matane (créé en 1965[22])
- Saint-Thomas-de-Cherbourg (créé en 1954; fusionné aux Méchins en 1982[8])
- Saint-Ulric (créé en 1860 sous le nom de municipalité du canton de Matane; la municipalité du village de Saint-Ulric s'en est détachée en 1921, et les deux ont été réunis sous le nom de Saint-Ulric en 2000[23])

### B) Municipalités qui sont passées dans le comté de Matapédia en 1922
- Amqui (détaché de Saint-Benoît-Joseph-Labre en 1907 sous le nom de municipalité de village de Saint-Benoît-Joseph-Labre; renommé Amqui en 1948[24])
- Lac-au-Saumon (créé en 1905)
- Saint-Benoît-Joseph-Labre (créé en 1890; fusionné à Amqui en 1991[24])
- Saint-Cléophas (détaché de Sainte-Marie-de-Sayabec en 1921[25])
- Saint-Damase (créé en 1886)
- Saint-Edmond-du-Lac-au-Saumon (créé en 1904; fusionné à Lac-au-Saumon en 1997[26])
- Sainte-Florence (créé en 1912 sous le nom de Sainte-Florence-de-Beaurivage-Partie-Nord; renommé Sainte-Florence en 1947[27])
- Sainte-Marie-de-Sayabec (créé en 1895; fusionné à Sayabec en 1982[28])
- Saint-Jacques-le-Majeur-de-Causapscal (créé en 1897; fusionné à Causapscal en 1997[29])
- Saint-Léon-le-Grand (créé en 1904)
- Saint-Moïse (créé en 1877)
- Saint-Noël (détaché en 1906 de la municipalité de paroisse de Saint-Moïse et de Saint-Damase sous le nom de municipalité de village de Saint-Moïse; renommé Saint-Noël en 1945[30])
- Saint-Pierre-du-Lac (créé en 1890; fusionné à Val-Brillant en 1986[31])
- Saint-Zénon-du-Lac-Humqui (créé en 1920)
- Sayabec (détaché de Sainte-Marie-de-Sayabec en 1917 sous le nom de Saindon; renommé Sayabec en 1951[28])
- Val-Brillant (détaché de la municipalité de paroisse de Saint-Pierre-du-Lac en 1915 sous le nom de municipalité de village de Saint-Pierre-du-Lac; renommé Val-Brillant en 1916[31])

## Formation
Le comté de Matane comprenait les cantons de Cabot, Awantjish, Nemtayé, Humqui, Matalik, Casupscull, Lepage, MacNider, Matane, Tessier, Saint-Denis, Cherbourg, Dalibaire, Romieu (partie), Fleuriault (partie) et Massé (partie).